# Puchar Świata w lotach narciarskich 1995/1996
Puchar Świata w lotach narciarskich 1995/1996 – 6. edycja Pucharu Świata w lotach narciarskich (stanowiącego część Pucharu Świata w skokach narciarskich), która rozpoczęła się 10 lutego 1996 w Bad Mitterndorf, a zakończyła się 9 marca 1996 w Harrachovie. Rozegrano 3 konkursy indywidualne.

## Kalendarz zawodów
| Lp.                                                                  | Data                                                                 | Miejscowość                                                          | Punkt K                                                              | Uwagi                                                                | 1. miejsce         | 2. miejsce         | 3. miejsce        |
| -------------------------------------------------------------------- | -------------------------------------------------------------------- | -------------------------------------------------------------------- | -------------------------------------------------------------------- | -------------------------------------------------------------------- | ------------------ | ------------------ | ----------------- |
| 1.                                                                   | 10 lutego 1996                                                       | Bad Mitterndorf                                                      | K-185                                                                | MŚ                                                                   | Janne Ahonen       | Andreas Goldberger | Ari-Pekka Nikkola |
| 2.                                                                   | 11 lutego 1996                                                       | Bad Mitterndorf                                                      | K-185                                                                | MŚ                                                                   | Andreas Goldberger | Christof Duffner   | Janne Ahonen      |
| 3.                                                                   | 9 marca 1996                                                         | Harrachov                                                            | K-180                                                                | –                                                                    | Andreas Goldberger | Christof Duffner   | Jaroslav Sakala   |
| —                                                                    | 10 marca 1996                                                        | Harrachov                                                            | K-180                                                                | [ b ]                                                                | odwołany           | odwołany           | odwołany          |
| Puchar Świata w lotach narciarskich 1995/1996 – klasyfikacja końcowa | Puchar Świata w lotach narciarskich 1995/1996 – klasyfikacja końcowa | Puchar Świata w lotach narciarskich 1995/1996 – klasyfikacja końcowa | Puchar Świata w lotach narciarskich 1995/1996 – klasyfikacja końcowa | Puchar Świata w lotach narciarskich 1995/1996 – klasyfikacja końcowa | Andreas Goldberger | Janne Ahonen       | Christof Duffner  |

## Klasyfikacja generalna
| Źródło  | Źródło                   | Źródło | Źródło |
| Miejsce | Zawodnik                 | Punkty |        |
| ------- | ------------------------ | ------ | ------ |
| 1.      | Andreas Goldberger       | 280    |        |
| 2.      | Janne Ahonen             | 186    |        |
| 3.      | Christof Duffner         | 176    |        |
| 4.      | Urban Franc              | 132    |        |
| 5.      | Jaroslav Sakala          | 96     |        |
| 5.      | Ari-Pekka Nikkola        | 96     |        |
| 7.      | Roar Ljøkelsøy           | 93     |        |
| 8.      | Jens Weißflog            | 90     |        |
| 9.      | Reinhard Schwarzenberger | 75     |        |
| 10.     | Espen Bredesen           | 72     |        |
| 11.     | Jani Soininen            | 70     |        |
| 12.     | Jin’ya Nishikata         | 69     |        |
| 13.     | Jakub Sucháček           | 65     |        |
| 14.     | Eirik Halvorsen          | 63     |        |
| 15.     | Mika Laitinen            | 50     |        |
| 16.     | Andreas Widhölzl         | 46     |        |
| 16.     | František Jež            | 46     |        |
| 18.     | Adam Małysz              | 45     |        |
| 19.     | Kazuyoshi Funaki         | 39     |        |
| 20.     | Nicolas Jean-Prost       | 38     |        |
| 21.     | Sturle Holseter          | 36     |        |
| 22.     | Robert Meglič            | 30     |        |
| 23.     | Roberto Cecon            | 25     |        |
| 24.     | Hiroya Saitō             | 24     |        |
| 25.     | Gerd Siegmund            | 23     |        |
| 26.     | Jakub Jiroutek           | 19     |        |
| 26.     | Noriaki Kasai            | 19     |        |
| 28.     | Nicolas Dessum           | 18     |        |
| 28.     | Ralf Gebstedt            | 18     |        |
| 30.     | Yukitaka Fukita          | 16     |        |
| 31.     | Samo Gostiša             | 15     |        |
| 32.     | Stefan Horngacher        | 14     |        |
| 33.     | Michal Doležal           | 13     |        |
| 33.     | Lasse Ottesen            | 13     |        |
| 35.     | Alexander Herr           | 11     |        |
| 36.     | Bruno Reuteler           | 10     |        |
| 37.     | Naoki Yasuzaki           | 9      |        |
| 38.     | Kimmo Savolainen         | 6      |        |
| 39.     | Didier Mollard           | 4      |        |
| 39.     | Sylvain Freiholz         | 4      |        |
| 41.     | Robert Schlup            | 3      |        |
| 42.     | Martin Skoták            | 2      |        |
| 43.     | Frode Håre               | 1      |        |